# Geoparque Naturtejo de la Meseta Meridional

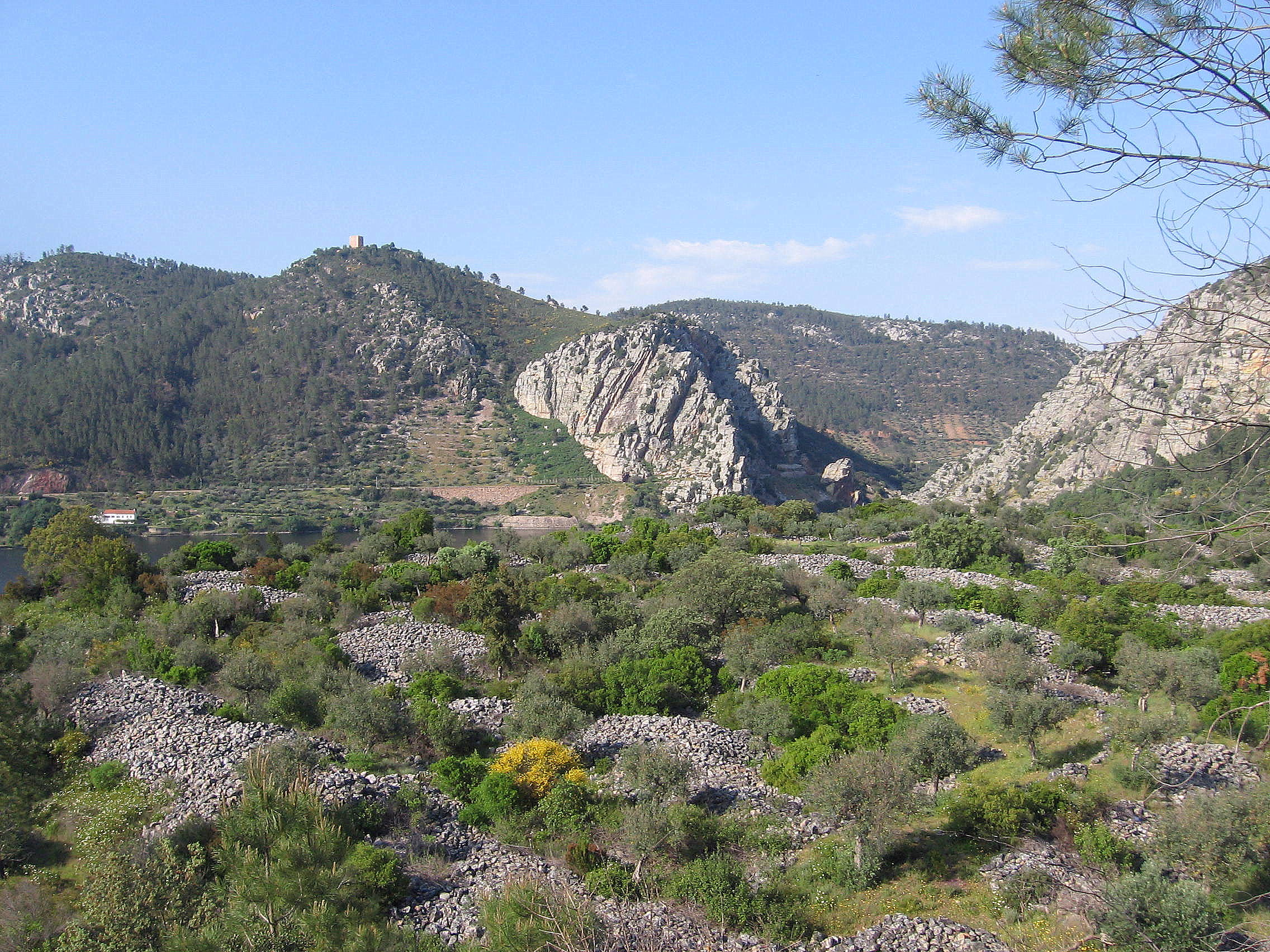
Conhal de Arneiro visto desde Castelejo, con las Puertas de Ródão al fondo

El Geoparque Naturtejo de la Meseta Meridional es un geoparque que se extiende por el área comprendida por los municipios de Castelo Branco, Idanha-a-Nova, Nisa, Oleiros, Proença-a-Nova y Vila Velha de Ródão, presentando un vasto patrimonio geomorfológico, geológico, paleontológico y geominero.
Está integrado en la Red Mundial de Geoparques, creada en 2004 por la UNESCO y a la que se adhirió en el año  2006.
Su  objetivo es poner en valor los lugares que son testimonios clave de la Historia de la Tierra, fomentando el empleo y promoviendo el desarrollo económico regional.

## Geositios

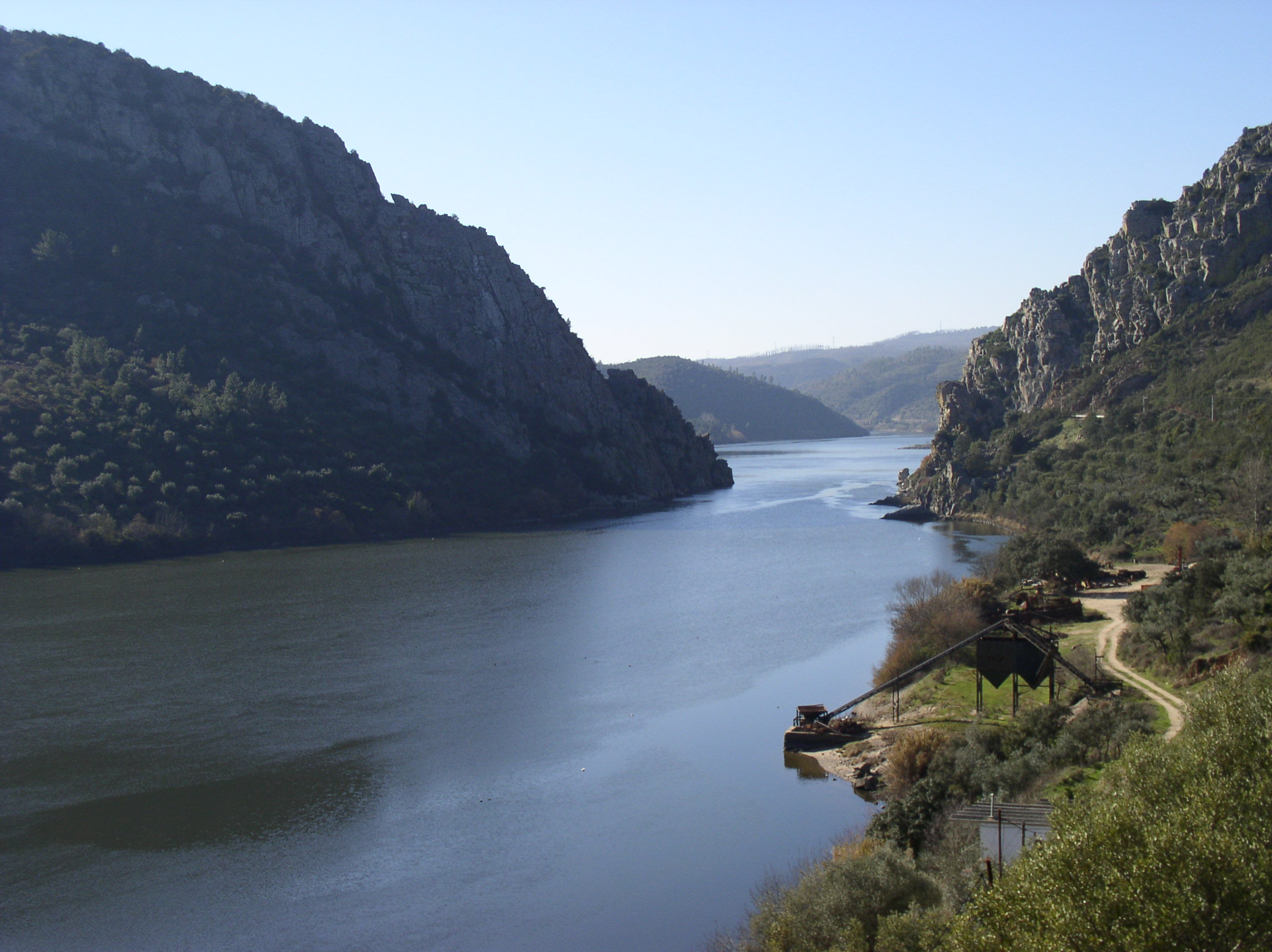
Puertas de Ródão

- Monumento Natural de las Puertas de Ródão (Vila Velha de Ródão / Nisa) Más información

- Parque Icnológico de Penha García (Idanha-a-Nova) Más información

- Portas de Almourão (Proença-a-Nova / Vila Velha de Ródão) Más información

- Inselbergs graníticos (Monsanto - Moreirinha - Alegrios - Idanha-a-Nova) Más información

- Meandros del Río Zêzere (Oleiros) Más información

- Cañones fluviales del Erges (Idanha-a-Nova) Más información

- Morfologías graníticas de la Sierra de Gardunha (Castelo Branco) Más información

- Bloques pedunculados de Arez (Alpalhão - Nisa) Más información

- Mina de oro romana de Conhal do Arneiro (Nisa) Más información

- Escarpe de falla de Pônsul (Nisa / Vila Velha de Ródão / Castelo Branco / Idanha-a-Nova) Más información

- Cascada de las Fragas da Água d’Alta (Oleiros) Más información

- Ruta de las Minas de Segura (Idanha-a-Nova) Más información

- Antiguo complejo minero de Monforte da Beira (Castelo Branco) Más información

- Tronco Fósil de Perais (Vila Velha de Ródão) Más información (desaparecido[2])

- Mirador geomorfológico de las Corgas (Proença-a-Nova) Más información

- Garganta epigénica de Malhada Velha (Oleiros) Más información